# プロトンポンプ阻害薬
プロトンポンプ阻害薬（プロトンポンプそがいやく、英: PPI; Proton pump inhibitor）とは、胃の壁細胞のプロトンポンプに作用し、胃酸の分泌を抑制する薬である。胃酸分泌抑制作用を持つ薬剤には他にヒスタミンH2受容体拮抗薬（H2ブロッカー）があるがプロトンポンプ阻害薬はH2ブロッカーよりも強力な胃酸分泌抑制作用を持ち、分泌抑制作用は用量に依存する。H2ブロッカーよりも抑制作用が長時間持続する。ヘリコバクター・ピロリの除菌治療の薬剤の一つとして使用される場合もある。
プロトンポンプ阻害薬の分類はWHO必須医薬品モデル・リストに掲載され、例としてオメプラゾールが挙げられている。

## 作用機序
プロトンポンプ阻害薬はプロドラッグであり、壁細胞内でスルフィンアミド型に変換されプロトンポンプ（H+,K+-ATPase）のシステイン残基とジスルフィド結合することで、プロトンポンプを不可逆的に阻害し胃酸の分泌を抑制する。

## 適用
プロトンポンプ阻害薬は以下の疾患の治療に用いられ、投与中は定期的に血液学的検査を行うことが望ましい。
- 消化性潰瘍（胃潰瘍、十二指腸潰瘍、吻合部潰瘍）
- Zollinger-Ellison症候群（en）
- 逆流性食道炎
- ヘリコバクター・ピロリの除菌補助：抗生物質であるクラリスロマイシン（商品名：クラリスなど）とアモキシシリン（商品名：サワシリンなど）と共に用いられる。

## 相互作用・副作用

### 相互作用が報告されている薬剤等
水酸化アルミニウムゲル・水酸化マグネシウム含有の制酸剤、ジゴキシン、メチルジゴキシン、イトラコナゾール、ゲフィチニブ、アタザナビル硫酸塩、クロピドグレルとの併用は注意また禁忌とされる。ニューキノロン系薬剤との併用で偽膜性腸炎の発生率が上昇する。
アメリカ軍の退役軍人（PPI群の15万7625人と対照群の5万6842人）の医療記録を対象にしたコホート研究によれば、H2ブロッカーの長期間使用患者の場合、心血管疾患、慢性腎臓病、上部消化管癌による死亡リスクが対照群より高かったとする報告がある。

### 副作用
過敏症による発疹など、便秘・下痢などの消化器症状、肝機能障害、偽膜性大腸炎、薬物性肝障害、間質性腎炎、無顆粒球症、間質性肺炎、薬剤性貧血、スティーヴンス・ジョンソン症候群、中毒性表皮壊死融解症、アナフィラキシー、血小板減少、溶血性貧血、横紋筋融解症、劇症肝炎、低ナトリウム血症、視力障害、血管浮腫
- 胃酸による殺菌作用が抑制される結果、腸内細菌叢の変化を引き起こし小腸の炎症が増強される事が報告されている[7]。
- 腹水を有する肝硬変患者で特発性細菌性腹膜炎のリスクが上昇する[8]との報告がある。
- 2004年、市中肺炎の発症リスクが上昇する可能性が報告された[9]が、肺炎の関連性を証明する十分なデータは不足している[9]。

ヒスタミンH2受容体拮抗薬やプロトンポンプ阻害薬の消化性潰瘍治療薬を3か月服用したところ、10%の人で牛乳、人参、リンゴ、オレンジ小麦などに対するIgE抗体（アレルギー反応の参考になる指標）が増加していた。アレルギーの原因となるタンパク質の消化を妨げることが理由である。

## 製品例
日本では処方箋医薬品のみである。
- オメプラゾール（製品名：オメプラール・オメプラゾン）
- ランソプラゾール（製品名：タケプロン・タケプロンOD錠、武田薬品工業製造販売）
- ボノプラザン（製品名：タケキャブ、武田薬品工業製造販売）
- ラベプラゾールナトリウム（製品名：パリエット[12], EAファーマ製造販売[13]）
- エソメプラゾール(製品名: ネキシウム、アストラゼネカ製造・第一三共販売)